# Plicatula australis
Plicatula australis is een tweekleppigensoort uit de familie van de Plicatulidae. De wetenschappelijke naam van de soort is voor het eerst geldig gepubliceerd in 1819 door Lamarck.